# Astragalus issatissensis
Astragalus issatissensis es una especie de planta del género Astragalus, de la familia de las leguminosas, orden Fabales.

## Distribución
Astragalus issatissensis se distribuye por Irán.

## Taxonomía
Fue descrita científicamente por Maassoumi & Mahmoodi. Fue publicada en Willdenowia 43(2): 264 (2013).